# Музей мебели (Москва)
Музе́й ме́бели — частный музей, посвящённый истории мебели как декоративному искусству. Основан в 1999 году главой реставрационной фирмы «Смирвальд» Валентином Смирновым. В 1999—2014 годах музей располагался в бывшем особняке вельможи Николая Аршеневского, перестроенном в 1813 году архитектором Матвеем Казаковым.
В связи с финансовыми трудностями, в 2014 экспозиция была перевезена в Московскую область. По замыслу организаторов, музей является преемником Государственного музея мебели, просуществовавшего с 1919 по 1926 года и закрытого в связи с ужесточением культурной политики советской власти. По состоянию на 2018 год экспозиция включает в себя коллекцию мебели XVII—XIX веков.

## История

### Особняк Николая Аршеневского

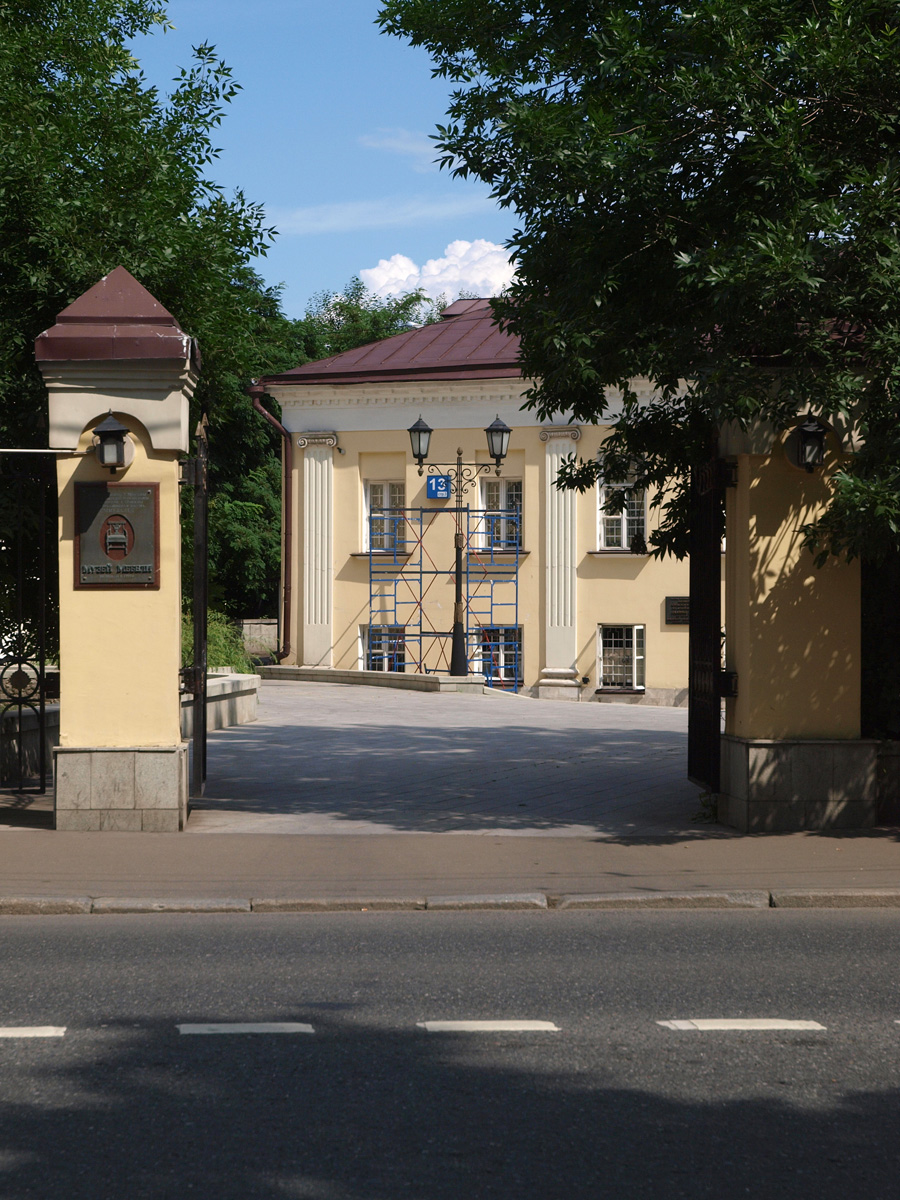
Особняк Николая Аршеневского, 2009 год

История здания прослеживается с 1722 года, когда владельцам текстильной мануфактуры братьям Земсковым было выдано разрешение на строительство каменных палат. Братья владели домом в течение следующих 30 лет, после продав имение другой купеческой семье. Последней владелицей палат числится Пелагея Какушкина, сдавшая здание в пользование военному училищу.
Дом был перестроен в усадьбу при новом владельце — вельможе Николае Аршеневском, который был также братом московского губернатора. Особняк возвели на основе каменных палат, фундамент которых сохранился в подвале здания. В 1813 году здание было перестроено по проекту архитектора Матвея Казакова.
Отличительной особенностью дома является нерегулярное расположение комнат, возникшее из-за частых перестроек. После пожара 1812 года, новый владелец, купец Кузьма Сычков, надстроил мезонин над центральной частью здания. С 1920-х в здании располагались коммунальные квартиры, а в 1990-х функционировала типография «Восход».

### Первый Государственный музей мебели
Первый музей мебели был открыт в 1919 году и размещался в Александринском дворце в Нескучном саду. Коллекция состояла из национализированной мебели из дворянских усадеб и дворцов, и располагалась в тридцати двух залах. Общий размер экспозиции составлял 373 предмета мебели.
Концепция музея заключалась в рассмотрении мебели как самостоятельного объекта искусства: здесь была представлена эволюция декоративного мастерства и убранства комнат. В 1926 году музей был расформирован, а экспонаты переданы в музеи, государственные учреждения и распроданы через антикварные аукционы .

### Основание музея

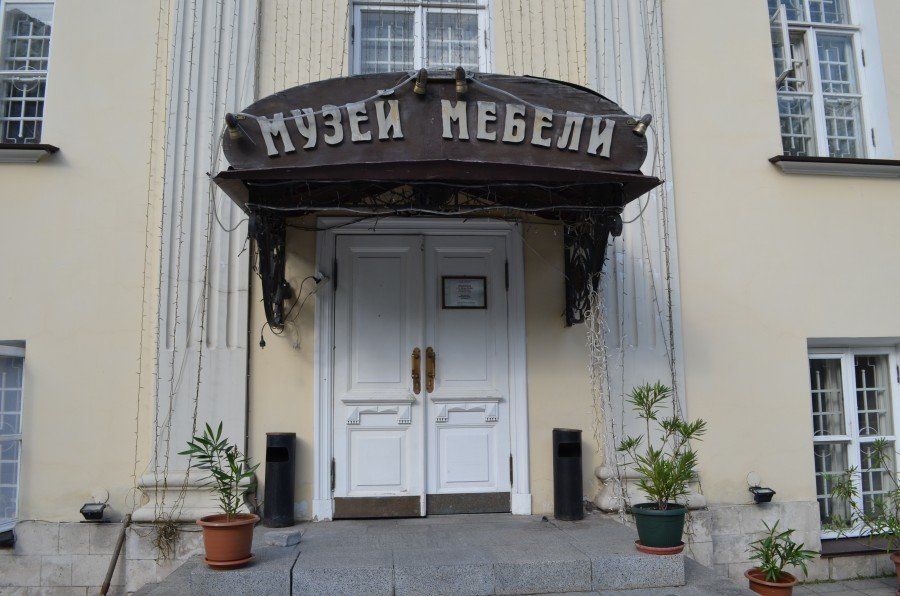
Вывеска музея мебели, 2000 года

По замыслу организаторов, учреждение является продолжателем первого Государственного музея мебели. Музей был создан в 1999 году бывшим преподавателем Плехановской академии Валентином Смирновым. В 1970 годах он увлёкся коллекционированием вещей, не подлежащих восстановлению, и хранил их в своей квартире на Арбате. Большую роль в формировании коллекции сыграла мебель бывших коммунальных квартир, хозяева которых отдавали её за ненадобностью. В 1980 годах он создал кооператив по реставрации мебели, с 1989-го функционировавший как фирма «Смирвальд».
В 1999-м было принято решение разместить экспозицию в бывшем особняке помещика Николая Аршеневского на Таганской улице, 13, восстановлением исторических интерьеров которого занялась фирма «Смирвальд». Экспозиция музея занимала 10 залов, в которых выставлялась старинная усадебная мебель, а также работы в стиле барокко и модерна российских и европейских мастеров.
Перед входом в особняк был установлен памятник мебельному делу — самая большая в мире каменная табуретка.

### Современность
В 2014 году в связи с материальными трудностями экспозиция музея была перевезена в Московскую область. На 2018 год музей продолжает экспонировать предметы коллекции, а также предоставляет возможность для организации интерьерных киносъёмок.

## Экспозиция

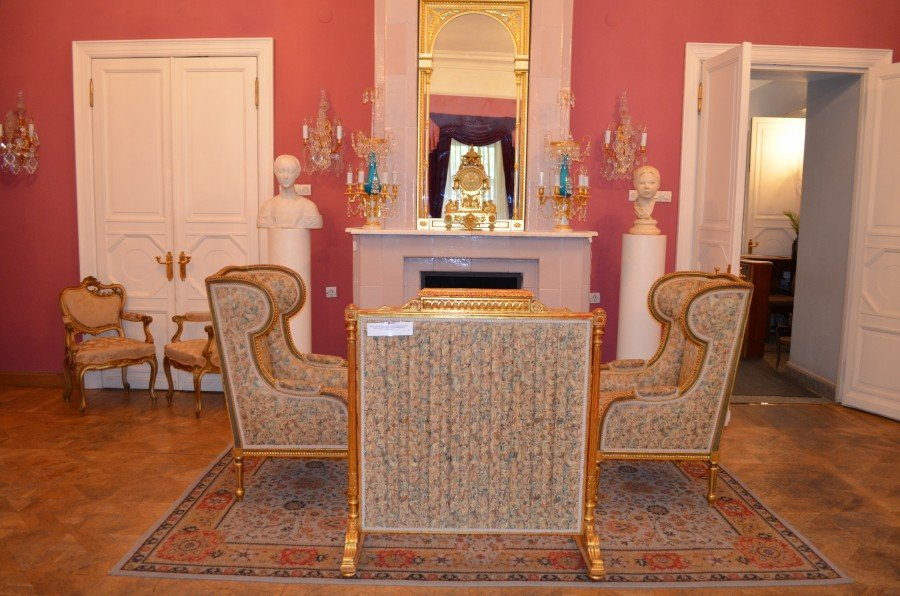
Интерьеры музея, 2000 года

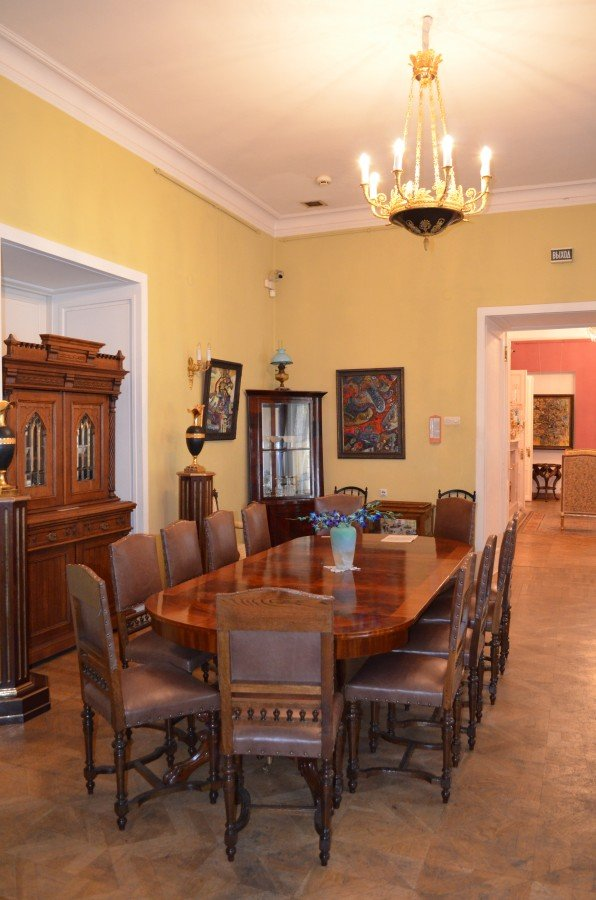
Интерьеры музея, 2000 года

Экспозиция, выставленная в особняке Николая Аршеневского в 1999—2013 годах, была сформирована по стилистически-хронологическому принципу. В бывшей гостиной, использовавшейся семьями для вечерних собраний, была выставлена мебель из карельской берёзы середины XVII-XIX веков. Эта порода дерева была особенно популярна в XIX веке при украшении купеческих и дворянских усадеб: из неё делали ружейные ложа, крокетный инвентарь, табакерки и шкатулки.

### Большая гостиная
Главной комнатой музейной экспозиции являлась гостиная, в которой были представлены экспонаты усадебных гостиных XVIII—XIX веков. Здесь стоит комплект дивана и двух кресел с вырезанными чёрными лебедями вместо ручек — пример изобретательства крепостных мастеров. Карельская берёза являлась дорогостоящим материалом, поэтому некоторые рабочие делали мебель из обычной берёзы средней полосы России, окрашивая её в чёрный цвет и отделывая эбеновым деревом. Отличительной особенностью работы российских мастеров являлась видимая функциональность. Это было связано с неразвитостью мебельного мастерства в Российской Империи, что также влияло на ценообразование. Также в гостиной расположены неотреставрированные зеркала середины XVII века, комод-бар, сконструированный в начале XIX века, а также бюро, служащее как рабочим местом, так и местом для хранения вещей.
В состав коллекции входят несколько шкатулок, являющиеся одними из самых старых предметов мебели ввиду своей вместительности. Примером такой шкатулки является неотреставрированный аппарат, найденный в Измайловском Кремле. Механизм строится на съёмном валике, с десятью записанными мелодиями. Если хозяин шкатулки хотел сменить мелодии, он менял один валик на другой.

### Малая гостиная
В другом зале музея представлена мебель, используемая хозяевами усадеб для оформления малых гостиных. Среди экспонатов есть ломберный стол для игры в карты, обтянутый сукном. В связи с тем, что на каждую новую игру открывалась новая колода, сукно использовалась для того, чтобы карты не скользили, а на самой ткани мелом записывались результаты игры. Здесь же хранится мебель из красного дерева конца XVIII—XIX веков. Центральным предметом экспозиции является диван, спинка которого отделана в виде пламени: для того, чтобы достичь подобного эффекта мастера пилили дерево под определённым углом — тогда годовые кольца вытягивались и создавали рисунок огня. Рядом представлен большой буфет из дуба начала XX века. Из-за больших размеров типовой мебели и неудобства её хранения в городских квартирах, подобные предметы до сих пор можно найти на дачах, куда владельцы вывозили ненужные вещи. Историк и искусствовед Григорий Ревзин следующим образом описывал интерьеры музея:
В нем есть несколько занятных предметов, из которых лучший, пожалуй, – «рабочий стол» хозяйки, несколько невероятным образом сочетающий в себе функции комода, секретера, туалетного столика и столика для рукоделия. Прелесть вещи даже не в этой уникальной многофункциональности, а в формах – классицизм здесь оказался настолько лишенным каких-либо деталей и узоров, что кажется это не изделием русских крепостных мастеров начала XIX века, а произведением венского классицирующего модерна начала XX века, чем-то вышедшем из под пера Отто Вагнера или Йозефа Ольбриха.
В последнем зале представлена мебель, произведённая в XIX—XX веках на мануфактурах — до этого времени усадебная мебель изготавливалась крепостными мастерами в одном экземпляре. Как отмечают сотрудники музея, большую ценность представляет гарнитур из дерева груши, со светло-зелёной тканью и оригинальным рисунком на сукне, и резное дубовое бюро 1920 годов. Завершала экспозицию витрина с макетом «Перспектива музея мебели».

## Реставрационная мастерская

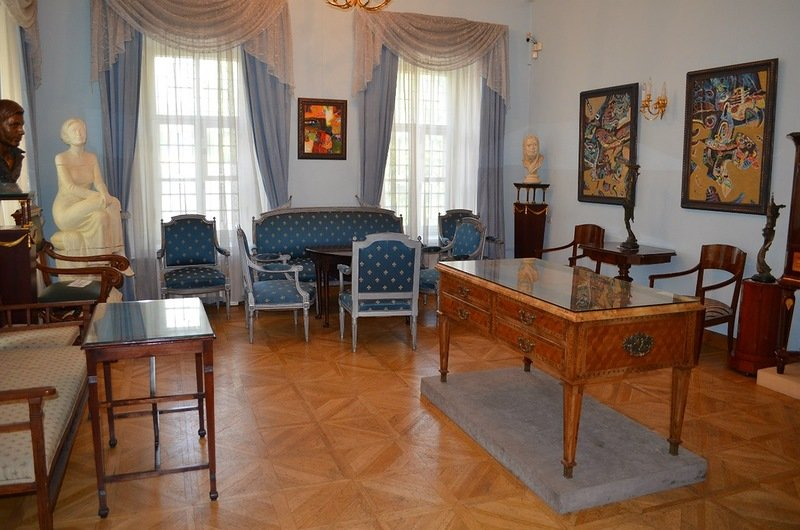
Мебель, отреставрированная мастерской при музее, 2000 года

При музее функционирует реставрационная мастерская, которая занимается восстановлением мебели, принятой в дар музею. Сначала вся мебель разбирается по составным частям, а затем реставрируется по технологиям того времени. Работники не используют современные материалы, а обивают стулья и кровати морской травой или конским волосом, а также самостоятельно сваренным клеем. Перед тем как склеивать части мебели, материалы реставрируемого предмета отсылаются на экспертизу. В связи со сложностью, процесс восстановления предметов может достигать до двух лет. Неотреставрированные экспонаты хранятся в специальном помещении при музее.
О некоторых восстановленных предметах ходят легенды. Так, в коллекцию входит стол, созданный крепостным графа Голицына. По одной из версий, для его создания граф привёз образцы плашек из мужского монастыря в итальянском городе Чертозе. Другая легенда связана со стулом XVIII века, украшенным гербом Российской Империи. Согласно бывшей хозяйке, стул был изготовлен для коронации Александра I. Однако из-за того, что мастера делали его в спешке, лак не успел высохнуть и на ручках остались отпечатки пальцев императора. По свидетельствам сотрудников музея, эта история может быть правдивой: в Российской Империи было запрещено использовать официальные символы власти, если они не были связаны с императорской семьёй.
Отреставрированным при музее предметам был посвящён отдельный экспозиционный зал. Здесь стоит точная копия редкого стола из усадьбы Кусково, сделанного в стиле маркетри — технике, совмещающей несколько разных пород дерева. Стол, созданный реставраторами, также содержит более 50 тысяч кусков дерева разных пород. Рядом с ним выставлялись гарнитур в английском стиле, копии диванов и кресел.